# Leonardo Ramos (argentyński piłkarz)
Leonardo Javier Ramos (ur. 21 sierpnia 1989 w Merlo) – argentyński piłkarz występujący na pozycji napastnika.

## Kariera piłkarska
Od 2009 roku występował w Nueva Chicago, El Porvenir, General Lamadrid, Huracán Las Heras, Deportivo Armenio, San Marcos, Platania Chanion, Atlanta i Renofa Yamaguchi FC.